# Courteuil
Courteuil är en kommun i departementet Oise i regionen Hauts-de-France i norra Frankrike. Kommunen ligger i kantonen Senlis som tillhör arrondissementet Senlis. År 2022 hade Courteuil 578 invånare.

## Befolkningsutveckling
Antalet invånare i kommunen Courteuil
| Referens: INSEE |